# Cygnus NG-13
Cygnus NG-13, anteriormente conocido como CRS OA-13, es el decimocuarto vuelo de la nave espacial de suministros no tripulada, Cygnus, y el decimotercero destinado a la Estación Espacial Internacional bajo la segunda fase del programa Servicios de reabastecimiento comercial CRS-2 de la NASA. Es el segundo lanzamiento de Cygnus bajo el contrato CRS-2.
El lanzamiento de la misión tuvo lugar el 15 de febrero de 2020 a las 20:21 UTC.
Orbital ATK y la NASA desarrollaron conjuntamente un nuevo sistema de transporte espacial para proporcionar servicios de reabastecimiento de carga comercial a la Estación Espacial Internacional (ISS). Bajo el programa del Sistema de Transporte Orbital Comercial (COTS), Orbital Sciences diseñó y construyó Antares, un vehículo de lanzamiento de clase media; Cygnus, una nave espacial de maniobra avanzada, y un módulo de carga presurizada que es proporcionado por el socio industrial de Orbital, Thales Alenia Space. Northrop Grumman compró Orbital en junio de 2018; su división ATK pasó a llamarse Northrop Grumman Innovation Systems.

## Historia
la Cygnus NG-13 es la segunda misión de Cygnus bajo la segunda fase los Servicios de reabastecimiento comercial(CRS-2). 
La producción e integración de la nave espacial Cygnus se realiza en Dulles, Virginia. El módulo de servicio Cygnus está asociado con el módulo de carga presurizada en el sitio de lanzamiento, y las operaciones de la misión se llevan a cabo desde los centros de control en Dulles y Houston.

## Nave
El módulo de servicio Cygnus está asociado con el módulo de carga presurizada en el sitio de lanzamiento. Este es el octavo vuelo del Cygnus PCM de tamaño mejorado.  
Cygnus lleva el nombre en honor a Robert H. Lawrence.

## Manifiesto
Se iniciarán investigaciones que estudien el cultivo de tejidos, la pérdida ósea y la terapia con fagos, junto con más experimentos y suministros científicos. 
- Mobile SpaceLab, una instalación de cultivo de tejidos y células que ofrece a los investigadores una plataforma de respuesta rápida para realizar sofisticados experimentos de biología de microgravedad. Esto se montará en un rack EXPRESS designado en ISS.
- Mochii, demostración inicial de un nuevo microscopio electrónico de barrido en miniatura (SEM) con espectroscopía.
- Spacecraft Fire Experiment-IV (Saffire-IV), cuarto en esta serie.[5]

Peso total de la carga: 3,500–3,750 kg (7,720–8,270 lb).